# Pont de la Paix (Plauen)
Le pont de la Paix (Friedensbrücke) ou pont du Syratal ou pont Frédéric-Auguste ou pont de Plauen est un pont routier en arc reliant deux quartiers de la ville de Plauen en Saxe, en Allemagne.
Avec une portée principale de 90 mètres, cet ouvrage est le plus grand pont voûté en maçonnerie construit en occident. L’arrivée de nouvelles techniques de construction utilisant l’acier, comme les ponts suspendus ou les ponts en béton armé, sonna brutalement la fin de la construction des ponts en maçonnerie dans le monde occidental. Construit en 1905, son record tiendra jusqu’en 1965, où le pont de Hongdu, dans la province de Guangxi franchit alors le seuil des 100 mètres.

## Genèse du projet
Depuis les années 1870, la construction d'un pont sur la vallée de Syrabach était envisagée. En 1886, l’architecte de la ville George Osthoff proposa un premier projet avec un pont composé de demi-arcs de cercle sur des piliers massifs. Étant donné que cette variante aurait signifié un changement de la configuration de la route, ainsi que la construction complexe de plusieurs piles de pont, la proposition fut rejetée.
En 1889, l'architecte de la ville Robert Julius Knoefel suggère un pont à tablier en fer forgé sur des piliers en pierre. Le pont est pris en considération en 1894 dans le plan de développement urbain de la ville. Avec l'apogée de la broderie, l’industrie de la dentelle augmente rapidement et la construction du pont est urgente.
Après que la caserne de la ville fut construite à l'ouest et que dans le nord, la gare de trains de banlieue eut facilité l'expansion de la ville, on lança en 1901 un appel d'offres restreint pour la construction d'un pont qui devrait relier les deux quartiers. 23 offres ont été reçues, dont six en fer et quatre en béton armé ainsi que douze structures en béton avec des voûtes en béton. Bien que les structures en fer constituaient les options les moins chères à la construction, elles nécessitaient un coût de maintenance élevée.
La proposition de la société Liebold und Co de Langebrück est retenue. Le premier projet comportait trois arches de 35, 52 et 35 mètres. Afin de ne pas gêner la circulation dans la vallée, il a été demandé à l'ingénieur César Liebold, en coopération avec l'administration des ponts et chaussées et du bâtiment de la ville, sous la direction de l'architecte de la ville George Fleck, de revoir le projet. Le résultat fut une première mondiale : un pont avec une seule arche principale voûtée de 90 mètres de largeur en anse de panier, 18 mètres de hauteur.

## Descriptif

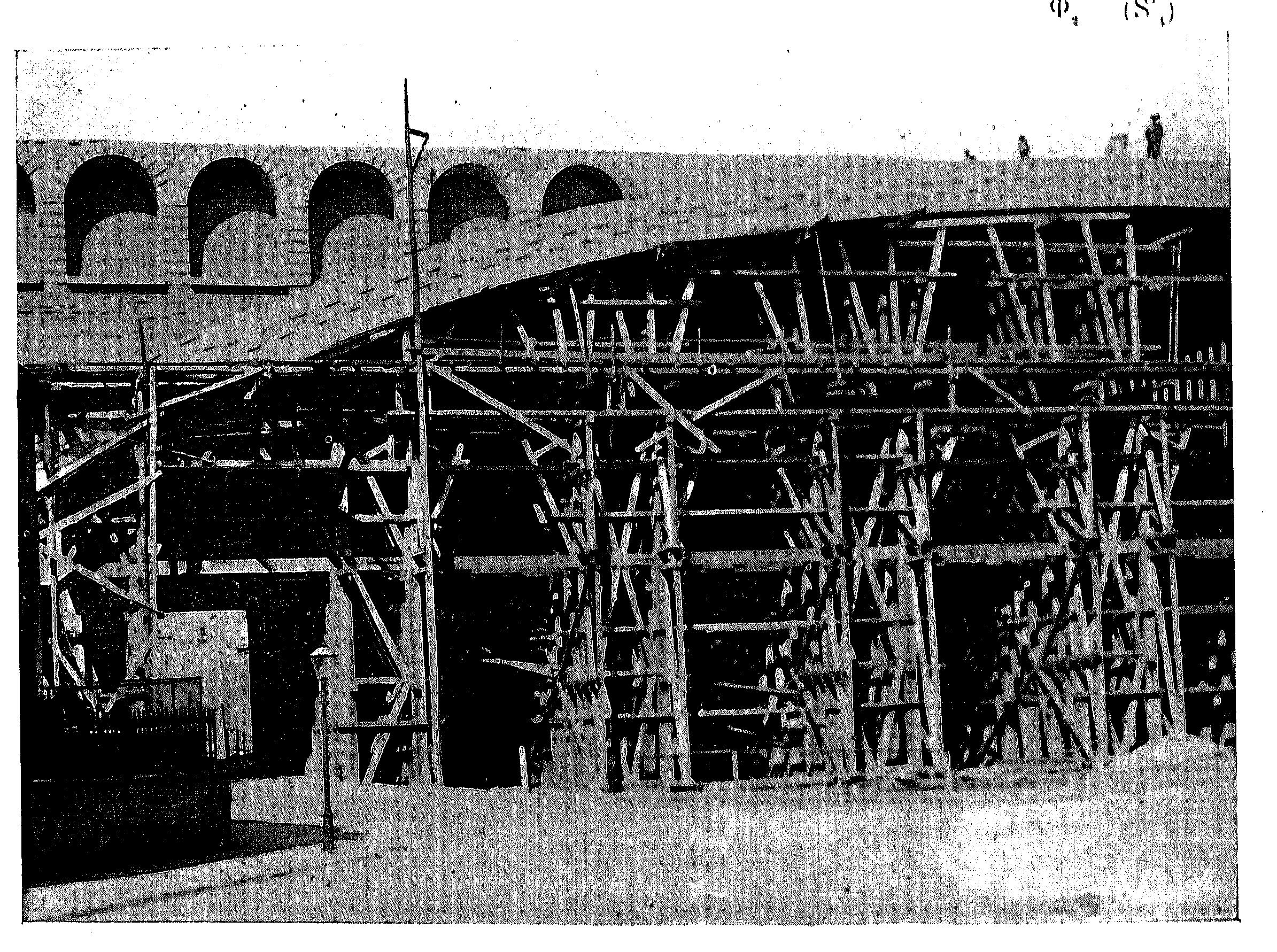
Cintre en cours de montage

### Tympans
L’intervalle entre les tympans est occupé par sept murs longitudinaux supportant de petites voûtes recouvertes de fine cendre de coke. Les deux murs extrêmes, épais, à deux fruits, aveuglent les voûtes transversales d’évidemment qui soutiennent le couronnement. 
On a ménagé dans les tympans, à 32,50 m de part et d’autre de la clef, des joints de dilatation, remplis d’une matière plastique.

### Couronnement - Chaussée
Le garde-corps est en encorbellement sur dalles et consoles de granit ancrées dans les tympans : il est plein aux culées et sur les reins, - A jour au milieu.
La chaussée avait porté deux voies de un mètre pour tramway, qui n'a pas été remis en place après les endommagements de la guerre mondiale.

### Matériaux
La grande voûte est en moellons de « phyllite » de 10 à 12 cm d’épaisseur, schiste résistant à 1 580 kg en moyenne, des carrières de Teuma et Tirpersdorf près Plauen, bien lavés à l’eau sous pression.
Avec ces petits voussoirs, on a employé 42 à 45 % de mortier. Cette grande voûte est donc, pour près de moitié, en mortier.
Au lieu de montrer sur les têtes les petits moellons, on a simulé des pierres de taille de granit de gros appareil, par un crépi de ciment et de sable blanc de la vallée de Lauten, à raison de 1 pour 5. On a barbouillé la douelle d’un crépi uniforme, sans lits ni joints, donnant ainsi l’aspect d’un pont en béton.
Le ciment Portland devait avoir séjourné 14 jours au moins dans le hangar. Le mortier à 1/3 de sable normal résistait à 43 jours, à 407 kg à la compression, à 40 kg à la traction et, après 24 semaines d’exposition à l’air, à 600 kg à la compression.

### Calculs
Deux hypothèses de surcharge ont été prises en compte :
- une file de véhicules à essieux de 1,25 m  chargés de 15 tonnes, espacés de 3,50 m, avec une foule de 560 kg par mètre carré;
- trois rouleaux à vapeur pesant chacun 23 tonnes, avec une foule de 575 kg par mètre carré.

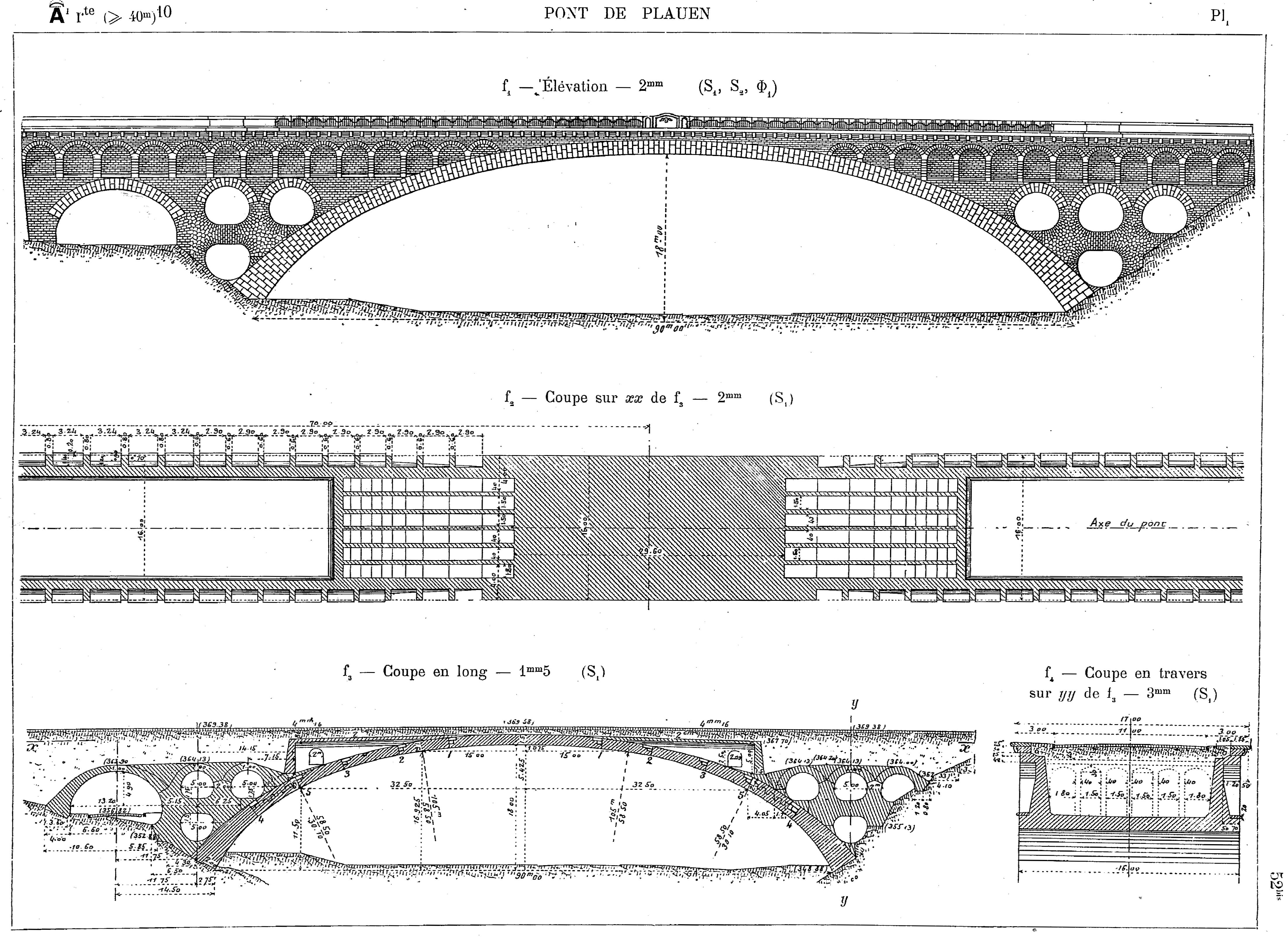
Elévation de l’arche principale du viaduc du Syratal (ex Pont Frédéric-Auguste)

## Construction

### Cintre

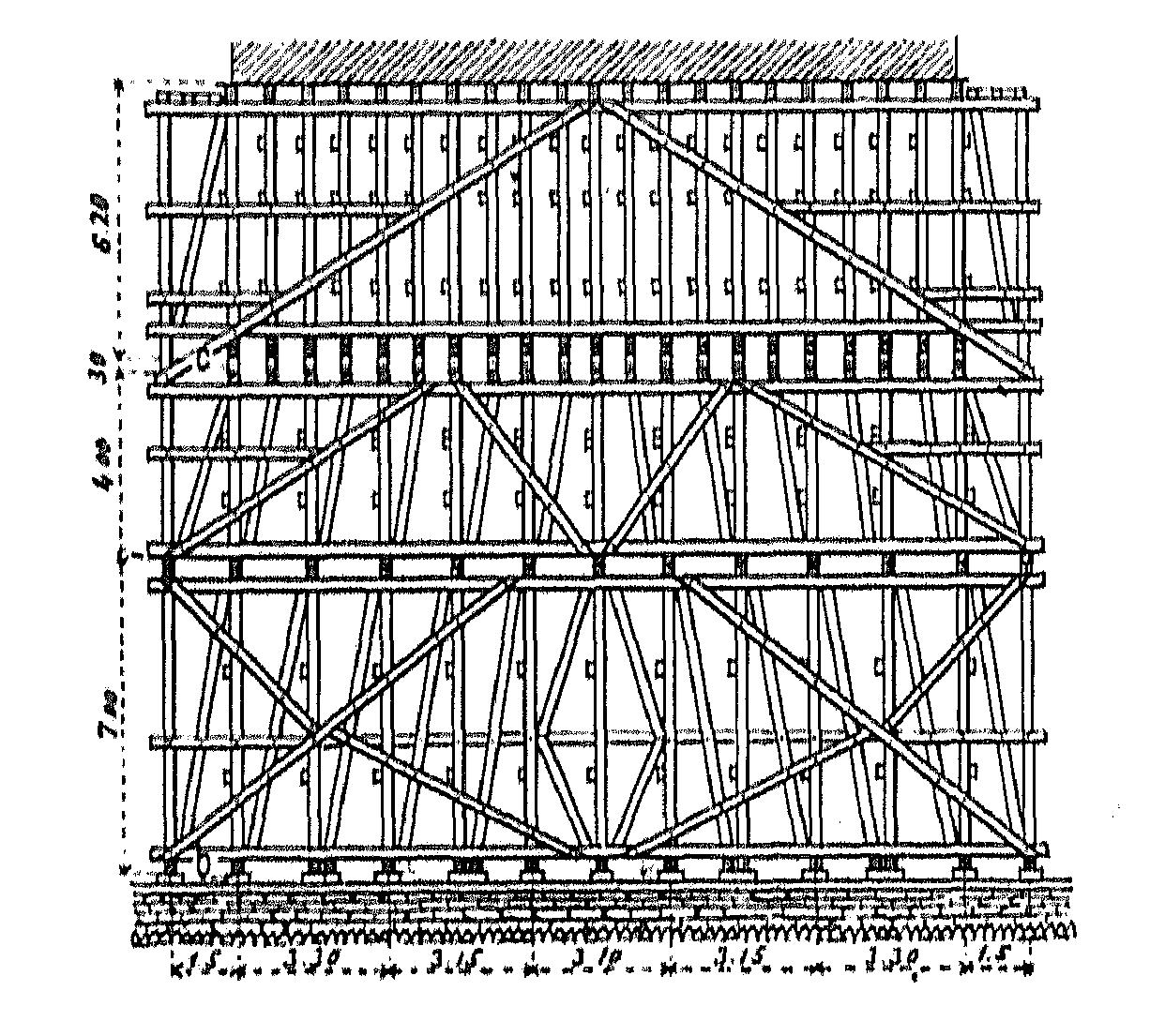
Cintre vue de face

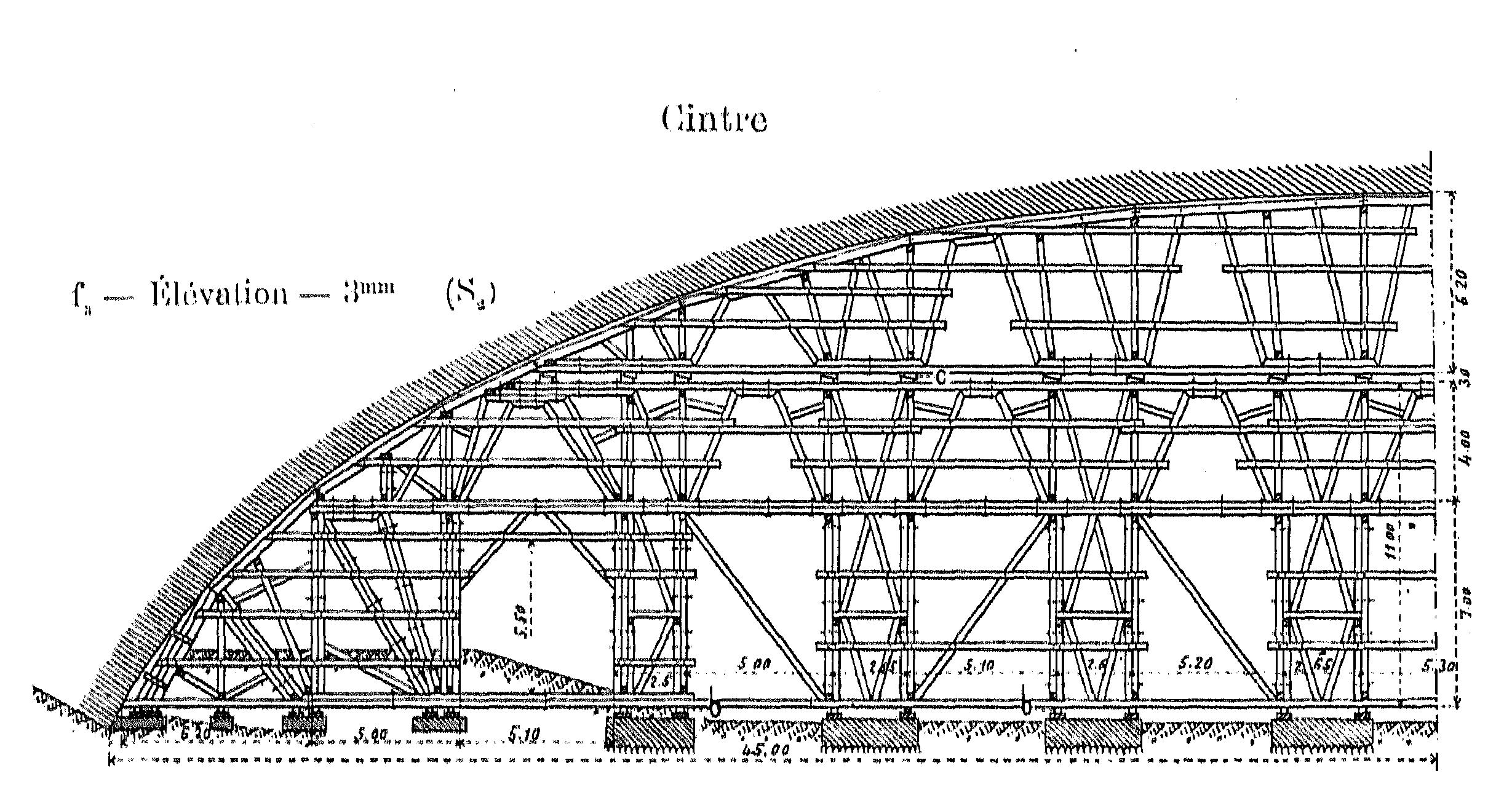
Cintre vue en coupe

Il y a trois étages de pièces équarries : l’étage supérieur a vingt-et-une fermes reposant sur une ligne de coins qui servent à régler la hauteur des fermes, puis à décintrer. Les deux autres étages n’ont que onze fermes. Les palées de l’étage inférieur reposent sur des plateformes en maçonnerie de ciment de 20 m de longueur En trois mois, on a approvisionné le bois et construit le cintre avec 40 charpentiers, puis il a été monté en 14 semaines.

### Fondations
Les fentes du rocher ont été bourrées de maçonnerie à béton (béton et moellons). Une galerie de mine abandonnée, qui passait en biais sous la culée sud, a été remplie de maçonnerie, puis recouverte d’une dalle de béton de ciment, de 0,36 m de hauteur..

### Exécution de la grande voûte
La voûte a été construite sur toute son épaisseur, en un seul rouleau, en 6 tronçons, séparés par des vides de 1 à 2 m de largeur, et soutenus par des étais en bois, serrés par des coins.
Les moellons étaient répartis d’avance sur le cintre, avec un poids supplémentaire représentant le mortier..
Des moules à surface intérieure grossièrement dressée avec des joints en saillie avaient été préalablement disposés sur le cintre, dans le plan des têtes, pour donner l’aspect de la pierre de taille. Le crépi était jeté contre ce moule, sur 7 cm d’épaisseur, puis la voûte était construite, en reliant les moellons de tête au crépi avec du mortier de ciment. Le crépi faisait ainsi corps avec la maçonnerie de la voûte, et ne s’est pas émietté, comme cela se produit souvent, quand on le pose sur de la maçonnerie déjà faite.

### Décintrement
Le décintrement a été effectué du 11 juillet au 7 septembre 1904
Sous le cintre, entre ses semelles inférieures et les socles maçonnés avaient été disposés des billots de hêtre rouge de 7 d’épaisseur[Quoi ?]. Pour décintrer, on les attaqua à la scie ; leur noyau s’écrasant peu à peu, on put desserrer facilement les coins entre les deux étages supérieurs.
La voûte s’affaissa de 82 mm à la clef sans se fissurer.

### Durée de la construction
La préparation du terrain a été commencée le 26 mars 1903, les fondations le 1er août, la maçonnerie de la voûte le 21 août. Les ouvriers travaillaient le soir à la lumière d’électricité. Le dernier clavage a été réalisé le 8 novembre 1903. Les travaux reprirent au printemps 1904 avec la construction des voûtes d’élégissement et des tympans. Les maçonneries ont été terminées fin septembre.
Le pont fut inauguré par le roi Frédéric-Auguste III le 24 août 1905

### Acteurs
Projet et exécution : MM Liebold et Cie, de Languebruck.

Les travaux ont été surveillés par M. Fleck, architecte de la ville de Plauen.